# Национальная женская баскетбольная лига
Национальная женская баскетбольная лига (англ. National Women's Basketball League) — профессиональная женская баскетбольная лига в США (НЖБЛ), управляемая другими организациями. Она была основана в 1997 году, а первый сезон в лиге стартовал осенью того же года, после дебютного сезона Женской национальной баскетбольной ассоциации (ВНБА).  Сезон в НЖБЛ проводился в межсезонье женской НБА, посему отдельные игроки ВНБА выступали в НЖБЛ, а некоторые же предпочитали играть за рубежом. Организация прекратила свою деятельность в 2007 году.

## История
НЖБЛ, в отличие от АБЛ, ВБА и ВНБА, была основана в качестве первой конкурентоспособной любительской организации для женщин. Лига была учреждена в 1997 году, в тени как АБЛ, так и ВНБА. Основателями НЖБЛ считаются Патрик Александер и Кевин Шотковский, которые увидели небывалый рост женского спорта того времени и решили заняться бизнесом по продвижению женщин-спортсменов. С помощью, в прошлом баскетболисток студенческого уровня и соучредителей лиги, Джолин Шнайдер и Жанин Микельсен, Александер и Шотковский стали набирать игроков и формировать команды, чтобы начать соревнования уже осенью того же года.
Хотя кампания по набору персонала лиги не обошлась без проблем, во время которой умер Ник Джонсон, соучредитель маркетинговой фирмы, НЖБЛ зачислила четыре клуба к ноябрю и провела свой первый чемпионат в декабре 1997 года. Первые зарегистрированные команды назывались «Сан-Диего Вейвз», считается первым клубом НЖБЛ, «Коламбус Леди Блэйзерс», «Вашингтон ДС Дифендерс» и «Лонг-Бич Лайтнинг». К концу 2000 года лига выросла до 600 игроков в 15 штатах и 26 городах.
В 2001 году она была реорганизована из любительской в профессиональную, а сезон 2001 года стал первым сезоном для «НЖБЛ Про Лиги», которая теперь стала основной для неё организацией. Первыми четырьмя клубами во вновь образованной лиге были «Атланта Джастис», «Бирмингем Пауэр», «Мобил Маджести» и «Канзас-Сити Легаси». НЖБЛ удалось закончить стартовый сезон в апреле 2001 года, когда «Джастис» выиграли первый «НЖБЛ Про Кап». Сезон в ней проводился в два-три месяца, начинался он в январе-феврале, а заканчивался в марте-апреле, аккурат перед тренировочным лагерем ВНБА.
С 2002 года в «НЖБЛ Про Лиге» принимали участие такие звёзды женской НБА, как Шерил Свупс, Сью Бёрд, Тамика Кэтчингс и Бекки Хэммон. Весной 2006 года лига провела свой последний сезон, в начале же 2007 года была расформирована, и с тех пор ВНБА и ВБА стали единственными женскими профессиональными лигами в США.

## Команды
|  | Одна и та же команда |

| Номер | Франшиза              | Место дислокации | Годы активности | Судьба команды |
| ----- | --------------------- | ---------------- | --------------- | --- |
| 1     | Атланта Джастис       | Атланта          | 2001—2002       | Расформирована в 2002 году В 2008 году была включена в число команд ВНБА под франшизой «Атланта Дрим» (действующая) |
| 2     | Бирмингем Пауэр       | Бирмингем        | 2001—2005       | Расформирована в 2005 году |
| 3     | Гранд-Рапидс Близзард | Гранд-Рапидс     | 2003            | Расформирована в 2003 году |
| 4     | Даллас Фьюри          | Даллас           | 2004—2005       | В 2006 году сменила место дислокации, переехав в Окленд, где выступала под франшизой «Сан-Франциско Легаси» Расформирована в 2006 году В 2016 году была включена в число команд ВНБА под франшизой «Даллас Уингз» (действующая) |
| 5     | Канзас-Сити Легаси    | Канзас-Сити      | 2001—2002       | В 2003 году сменила место дислокации, перебравшись в Ноксвилл, где выступала под франшизой «Теннесси Фьюри» Расформирована в 2006 году                                                                                          |
| 6     | Колорадо Чилл         | Ловленд          | 2004—2006       | Расформирована в 2006 году |
| 7     | Лаббок Хокс           | Лаббок           | 2005            | Расформирована в 2005 году |
| 8     | Мобил Маджести        | Мобил            | 2001            | Расформирована в 2001 году |
| 9     | Сан-Диего Сидж        | Сан-Диего        | 2006            | Расформирована в 2006 году |
| 10    | Сан-Франциско Легаси  | Окленд           | 2006            | Расформирована в 2006 году |
| 11    | Сан-Хосе Спайдерс     | Сан-Хосе         | 2005—2006       | Расформирована в 2006 году |
| 12    | Спрингфилд Спирит     | Спрингфилд       | 2002—2004       | Расформирована в 2004 году |
| 13    | Теннесси Фьюри        | Ноксвилл         | 2003            | В 2004 году сменила место дислокации, перебравшись в Даллас, где выступала под франшизой «Даллас Фьюри» Расформирована в 2006 году                                                                                              |
| 14    | Хьюстон Стэлф         | Хьюстон          | 2002—2004       | Расформирована в 2004 году В 1997 году была включена в число команд ВНБА под франшизой «Хьюстон Кометс», где выступала до 2008 года                                                                                             |
| 15    | Чикаго Блейз          | Чикаго           | 2002—2005       | Расформирована в 2005 году В 2006 году была включена в число команд ВНБА под франшизой «Чикаго Скай» (действующая) |

## Сезоны
И = Игр; В = Выигрышей; П = Поражений; П% = Процент выигранных матчей; 1, 2, 3, 4, 5, 6 = Все клубы участвовали в плей-офф
| # | Команда            | И  | В  | П  | П%   |
| - | ------------------ | -- | -- | -- | ---- |
| 1 | Атланта Джастис    | 13 | 10 | 3  | 76,9 |
| 2 | Канзас-Сити Легаси | 9  | 6  | 3  | 66,7 |
| 3 | Бирмингем Пауэр    | 15 | 8  | 7  | 53,3 |
| 4 | Мобил Маджести     | 13 | 1  | 12 | 7,7  |

| # | Команда            | И  | В  | П  | П%   |
| - | ------------------ | -- | -- | -- | ---- |
| 1 | Чикаго Блейз       | 20 | 16 | 4  | 80,0 |
| 2 | Бирмингем Пауэр    | 20 | 15 | 5  | 75,0 |
| 3 | Хьюстон Стэлф      | 20 | 9  | 11 | 45,0 |
| 4 | Канзас-Сити Легаси | 20 | 7  | 13 | 35,0 |
| 5 | Атланта Джастис    | 20 | 7  | 13 | 35,0 |
| 6 | Спрингфилд Спирит  | 20 | 6  | 14 | 30,0 |

| # | Команда               | И  | В  | П  | П%   |
| - | --------------------- | -- | -- | -- | ---- |
| 1 | Спрингфилд Спирит     | 21 | 17 | 4  | 81,0 |
| 2 | Хьюстон Стэлф         | 20 | 11 | 9  | 55,0 |
| 3 | Чикаго Блейз          | 22 | 10 | 12 | 45,5 |
| 4 | Бирмингем Пауэр       | 21 | 9  | 12 | 42,9 |
| 5 | Теннесси Фьюри        | 21 | 9  | 12 | 42,9 |
| 6 | Гранд-Рапидс Близзард | 21 | 7  | 14 | 33,3 |

| # | Команда           | И  | В  | П  | П%   |
| - | ----------------- | -- | -- | -- | ---- |
| 1 | Колорадо Чилл     | 21 | 15 | 6  | 71,4 |
| 2 | Даллас Фьюри      | 21 | 14 | 7  | 66,7 |
| 3 | Хьюстон Стэлф     | 21 | 12 | 9  | 57,1 |
| 4 | Чикаго Блейз      | 21 | 9  | 12 | 42,9 |
| 5 | Бирмингем Пауэр   | 21 | 8  | 13 | 38,1 |
| 6 | Спрингфилд Спирит | 21 | 5  | 16 | 23,8 |

| # | Команда           | И  | В  | П  | П%   |
| - | ----------------- | -- | -- | -- | ---- |
| 1 | Колорадо Чилл     | 24 | 16 | 8  | 66,7 |
| 2 | Даллас Фьюри      | 24 | 16 | 8  | 66,7 |
| 3 | Лаббок Хокс       | 24 | 14 | 10 | 58,3 |
| 4 | Чикаго Блейз      | 24 | 13 | 11 | 54,2 |
| 5 | Бирмингем Пауэр   | 24 | 8  | 16 | 33,3 |
| 6 | Сан-Хосе Спайдерс | 24 | 5  | 19 | 20,8 |

| # | Команда              | И  | В  | П  | П%   |
| - | -------------------- | -- | -- | -- | ---- |
| 1 | Сан-Диего Сидж       | 18 | 14 | 4  | 77,8 |
| 2 | Колорадо Чилл        | 18 | 14 | 4  | 77,8 |
| 3 | Сан-Хосе Спайдерс    | 18 | 8  | 10 | 44,4 |
| 4 | Сан-Франциско Легаси | 18 | 0  | 18 | 0,0  |

## Чемпионы
В данной таблице опубликованы результаты финальных игр плей-офф НЖБЛ.
| Сезон | Чемпион         | Счёт  | Финалист        | Полуфиналисты                            | Ссылки |
| ----- | --------------- | ----- | --------------- | ---------------------------------------- | ------ |
| 2001  | Атланта Джастис | 90-75 | Бирмингем Пауэр | Мобил Маджести и Канзас-Сити Легаси      |        |
| 2002  | Хьюстон Стэлф   | 68-59 | Чикаго Блейз    | Бирмингем Пауэр и Атланта Джастис        | [ 7 ]  |
| 2003  | Хьюстон Стэлф   | 95-76 | Теннесси Фьюри  | Чикаго Блейз и Спрингфилд Спирит         | [ 8 ]  |
| 2004  | Даллас Фьюри    | 73-69 | Колорадо Чилл   | Хьюстон Стэлф и Чикаго Блейз             | [ 9 ]  |
| 2005  | Колорадо Чилл   | 77-70 | Даллас Фьюри    | Чикаго Блейз и Лаббок Хокс               | [ 10 ] |
| 2006  | Колорадо Чилл   | 78-71 | Сан-Диего Сидж  | Сан-Хосе Спайдерс и Сан-Франциско Легаси | [ 11 ] |

## Известные игроки
| - Киша Андерсон - Алиса Беррас - Сью Бёрд - Синди Блоджетт - Октавия Блю - Киша Браун - Коретта Браун - Марла Брумфилд - Кристен Вил - Андреа Гарнер - Хелен Дарлинг - Анна Дефорж - Тамика Джексон - Тэмми Джексон - Латоня Джонсон | - Стейси Клайнсмит - Кэтрин Крейвелд - Камилла Купер - Синтия Купер - Эдна Кэмпбелл - Доминик Кэнти - Джейми Кэри - Тамика Кэтчингс - Свин Кэш - Шейла Ламберт - Аманда Ласситер - Бетти Леннокс - Ребекка Лобо - Тиниша Льюис - Келли Маззанти | - Ники Маккриммон - Келли Миллер - Коко Миллер - Иоланда Мур - Лори Мур - Маркита Олдридж - Элейн Пауэлл - Джиа Перкинс - Рут Райли - Шерика Райт - Кристен Расмуссен - Фелиция Рэгланд - Семека Рэндалл - Брэнди Рид - Шерил Свупс | - Мишель Сноу - Стейси Томас - Алисия Томпсон - Тина Томпсон - Адриан Уильямс - Рита Уильямс - Шаквала Уильямс - Тамика Уитмор - Кара Уолтерс - Юмеки Уэбб - Мэри Фердинанд - Шерил Форд - Трейси Хендерсон - Эбони Хоффман - Бекки Хэммон |  |